# San Cibrao das Viñas
San Cibrao das Viñas – gmina w Hiszpanii, w prowincji Ourense, w Galicji, o powierzchni 39,48 km². W 2011 roku gmina liczyła 4745 mieszkańców.